# Życiorys drugi świętego Franciszka z Asyżu
Życiorys drugi świętego Franciszka z Asyżu (łac. Vita secunda sancti Francisci, także Memoriale) – biografia św. Franciszka z Asyżu napisana przez Tomasza z Celano na przełomie lat 1246–1247.

## Historia
Autorem Vita secunda jest franciszkanin Tomasz z Celano. Jej redakcja była odpowiedzią na wyraźne polecenie kapituły generalnej zakonu, zgromadzonej w Genui 2 października 1244 za generalatu Krescencjusza z Jesi. Autor zamieścił niepublikowane fakty dotyczące nawrócenia Biedaczyny. Jego celem było też dokładne przedstawienie wyobrażenia o tym czym powinno być życie franciszkańskie w opinii założyciela wspólnoty minoryckiej. Vita secunda miała być integracją niezamieszczonych wcześniej materiałów, nie miała zastępować wcześniejszej Vita prima z 1229. Swego rodzaju dopełnieniem przedstawienia osoby św. Franciszka i jego woli był napisany z polecenia kolejnego generała Jana z Parmy w latach 1254–1257 Traktat o cudach. Podobnie jak inne wczesne biografie św. Franciszka Vita secunda zniknęła z nakazu zarządu zakonu z klasztorów franciszkańskich w 1266. Egzemplarz odnaleziono pod koniec XVIII wieku. Pierwsza edycja drukiem nastąpiła w 1806.
W najnowszym krytycznym wydaniu Vita secunda z 2011, autorzy podkreślili, iż w przekazach rękopiśmiennych, chociaż potocznie dzieło Celańczyka przyjęło się nazywać «życiorysem», powszechne jest nazywanie go raczej «wspomnieniem»: Memoriale in desiderio animae de gestis et virtutibus sanctissimi patris nostri Francisci (pol. Wspomnienie w pragnieniu duszy o czynach i cnotach najświętszego ojca naszego Franciszka) czy Memoriale gestorum et virtutum sancti Francisci (pol. Wspomnienie czynów i cnót świętego Franciszka).

## Struktura
Celańczyk podzielił dzieło na 167 rozdziałów różnej długości:
| - Prolog - Część pierwsza - Nawrócenie (rozdz. 1-11) - U Matki Bożej Anielskiej (rozdz. 12-13) - Styl życia Franciszka i jego braci (rozdz. 14-17) - Część druga - Wstęp - Duch proroctwa bł. Franciszka (rozdz. 1-24) - Ubóstwo (rozdz. 25) - Ubóstwo wspólnot (rozdz. 26-29) - Ubóstwo sprzętów (rozdz. 30-32) - Ubóstwo posłania (rozdz. 33-34) - Niechęć do pieniądza (rozdz. 35-38) - Ubóstwo ubioru (rozdz. 39-40) - Jałmużna (rozdz. 41-48) - Wyrzekający się świata (rozdz. 49-50) - Współczucie dla ubogich (rozdz. 51-60) - Modlitwa (rozdz. 61-67) - Rozumienie Pisma Świętego i przepowiadanie (rozdz. 68-77) - Przeciwko zażyłościom z kobietami (rozdz. 78-80) - Walka z pokusami (rozdz. 81-83) | - - Walka z demonami (rozdz. 84-87) - Radość w Duchu (rozdz. 88-92) - Próżna radość (rozdz. 93-97) - Ukrywanie stygmatów (rozdz. 98-101) - Pokora (rozdz. 102-110) - Posłuszeństwo (111-114) - Dobry i zły przykład (115-117) - Przeciwko bezczynności i próżniakom (rozdz. 118-121) - Słudzy Słowa Bożego (rozdz. 122-123) - Kontemplacja Stwórcy w stworzeniach (rozdz. 124-130) - Miłość (rozdz. 131-137) - Obmowa (rozdz. 138) - Minister generalny i inni ministrowie (rozdz. 139-141) - Święta prostota (rozdz. 142-147) - Pobożność (rozdz. 148-154) - Ubogie Panie (rozdz. 155-157) - Pochwała reguły (rozdz. 158-159) - Choroby świętego (rozdz. 160-161) - Transitus (rozdz. 162-166) - Modlitwa towarzyszy (rozdz. 167) |